# Ioujnoïe Touchino
Severnoïe Touchino (Муниципальный округ Южное Тушино)  est un district administratif du district administratif nord-ouest de Moscou, existant depuis 1991.

Il s'agit, comme son nom l'indique de la partie méridionale de l'ancienne ville de Touchino, intégrée à Moscou en 1960.

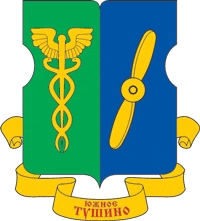
Armes du district
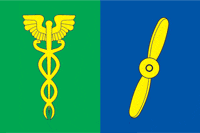
Drapeau du district